# Erick Guerrero
Erick Martín Guerrero Bravo (Coquimbo, 28 de julio de 1966) es un exfutbolista que se desempeñaba como puntero derecho, y entrenador chileno. Desde 2017 fue técnico de Deportes Iquique, de la Primera División de Chile. hasta el 26 de febrero de 2018.

## Clubes

### Como jugador
| Club                | País  | Año       |
| ------------------- | ----- | --------- |
| Deportes Iquique    | Chile | 1984-1991 |
| Cobresal            | Chile | 1992-1995 |
| Cobreloa            | Chile | 1996-1997 |
| Deportes Iquique    | Chile | 1998-1999 |
| Santiago Wanderers  | Chile | 1999      |
| Deportes Concepción | Chile | 2000      |
| Deportes Iquique    | Chile | 2001      |

### Como entrenador
| Club             | País             | Año              | PJ | PG | PE | PP | Efectividad |
| ---------------- | ---------------- | ---------------- | -- | -- | -- | -- | ----------- |
| Deportes Iquique | Chile            | 2002             | 28 | 7  | 8  | 13 | 34.52%      |
| Deportes Iquique | Chile            | 2009             | 25 | 7  | 8  | 10 | 38.67%      |
| Deportes Iquique | Chile            | 2014             | 5  | 1  | 1  | 3  | 26.67%      |
| Deportes Iquique | Chile            | 2015             | 1  | 1  | 0  | 0  | 100%        |
| Deportes Iquique | Chile            | 2017-2018        | 9  | 2  | 0  | 7  | 22.22%      |
| Total en Iquique | Total en Iquique | Total en Iquique | 68 | 18 | 17 | 33 | 34.8%       |